# Otto Charles Bänninger
Otto Charles Bänninger (* 24. Januar 1897 in Zürich; † 15. Mai 1973 ebenda) war ein Schweizer Steinbildhauer, Bronzeplastiker und Zeichner. Er gehört zu den wichtigen Bildhauern der Zwischen- und Nachkriegszeit in der Schweiz.

## Leben und Wirken

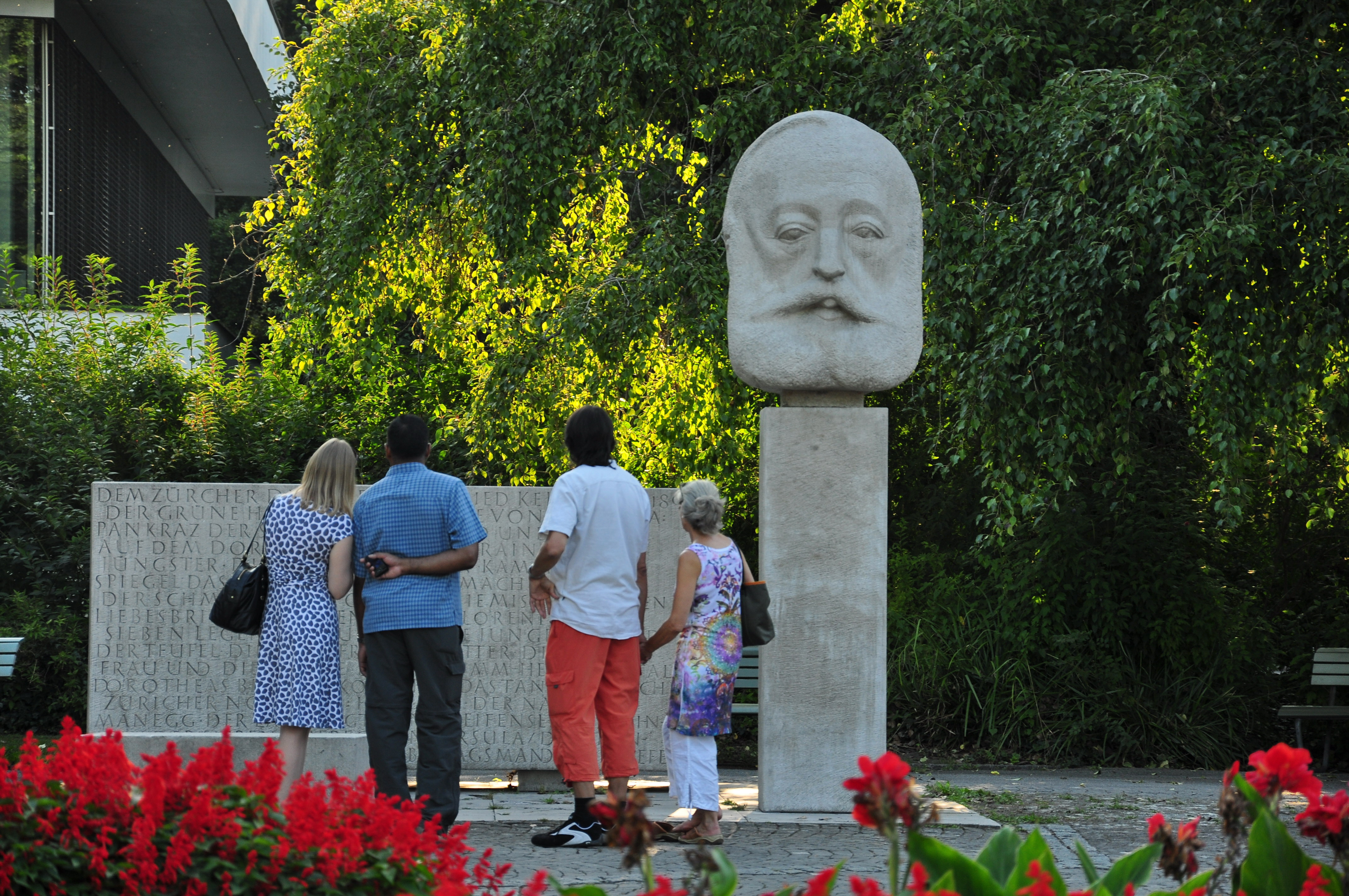
Plastik von Gottfried Keller beim Hafen in Zürich-Enge, 1963

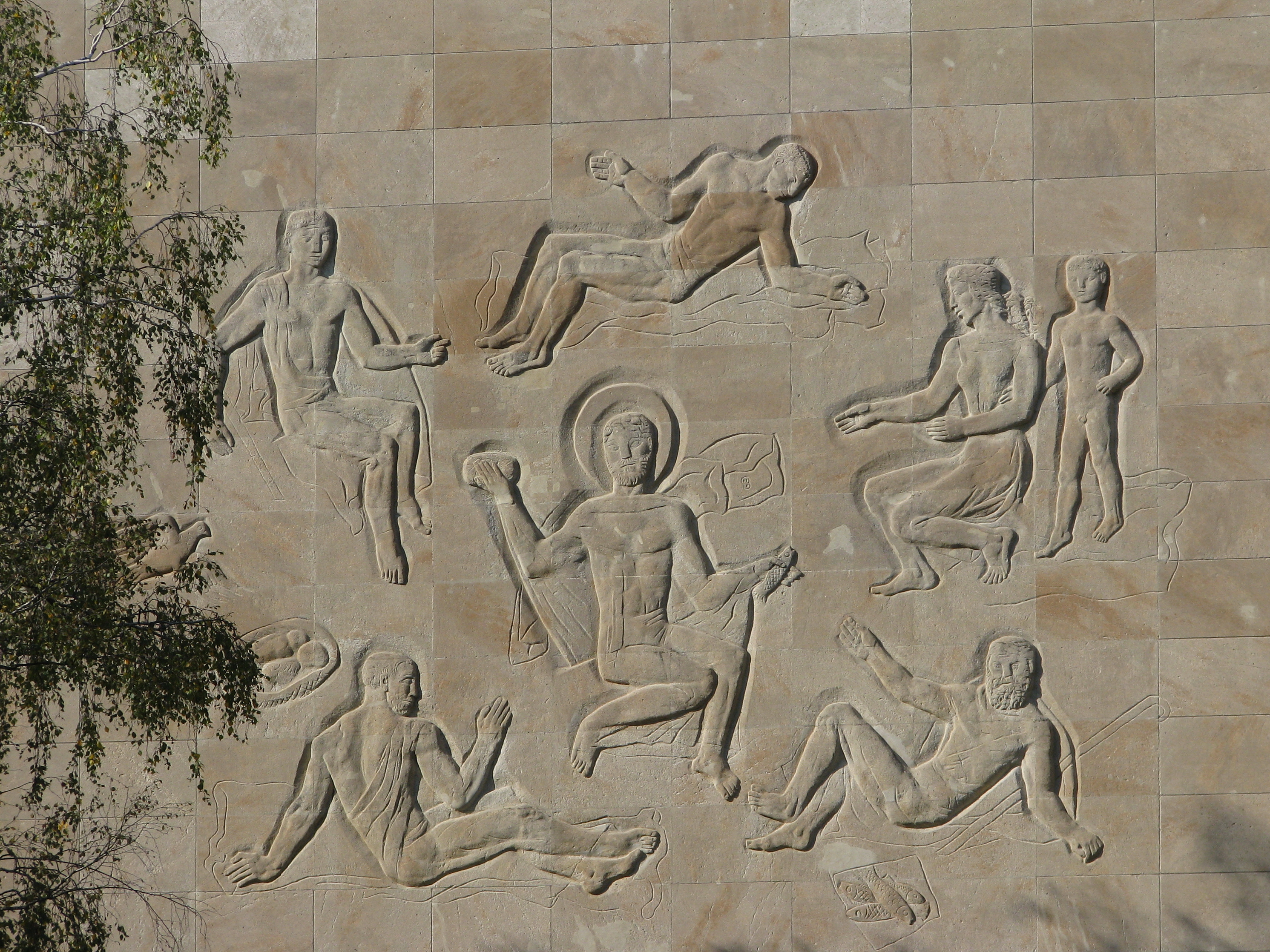
Die Speisung der Fünftausend, Relief an der Ostwand der Kirche Egg in Wollishofen, 1936

Otto Charles Bänninger absolvierte von 1913 bis 1918 eine Bildhauerlehre bei Franz Wanger in Zürich. 1920 bis 1921 war er an der Académie de la Grande Chaumière in Paris, wo er bei Antoine Bourdelle studierte und dessen Assistent wurde. In dieser Zeit war er mit Arnold Geissbühler und Alberto Giacometti befreundet. Von Giacometti schuf Bänninger 1927 eine Gipsbüste, diese wurde 1930 in Bronze gegossen (heute im Bündner Kunstmuseum Chur).
1928 reiste Bänninger nach Florenz, Rom, Neapel und Pompeji, um sich mit der Antike und der Renaissance auseinanderzusetzen. Nach Bourdelles Tod 1929 vollendete er in den folgenden zwei Jahren einige dessen Werke. Bis 1932 arbeitete er in Paris, dann ging er nach Zürich zurück, wo er bis zu seinem Tod blieb. Immer wieder kehrte für ein paar Monate nach Paris zurück. 1936 wurde Bänninger Mitglied der Pariser Kunstausstellungs-Gesellschaft Société du Salon d’Automne. 
Bänninger arbeitete ausschliesslich figürlich. Die Frau des Bildhauers Peter Moilliet, Maria Vanz stand für ihn Modell. Im Vordergrund standen Menschenfiguren, das Bildnis und das Pferd. Seine Werke stellte er in Paris am Salon des Tuileries und am Salon d’Automne sowie in Genf, Basel und Zürich aus. Die meisten seiner Skulpturen stehen im Musée des Beaux-Arts in Lausanne und im Kunsthaus Zürich. Zu seinen bekanntesten Werken gehören die Samariter-Gruppe beim Zürcher Limmathaus (1931), das 1936 gestaltete Flachrelief Die Speisung der Fünftausend in Würenloser Muschelkalkplatten an der Südfassade der Neuen Kirche Wollishofen, das Denkmal von Heinrich Bullinger am Grossmünster (1939–1940) oder das 1967 geschaffene Reiterstandbild Henri Guisans in Lausanne-Ouchy. Mit Die Schreitende gewann Bänninger 1942 einen von der Stadt Zürich ausgeschriebenen Wettbewerb für eine Freiplastik auf der Sechseläutenwiese. Bei deren Umgestaltung wurde die Figur auf die Terrasse vor dem Zürcher Opernhaus verbracht, wo sie 2022 bis 2023 noch einmal umplaziert wird. Auffallend ist die golden schimmernde Figur Der Genesende vor dem Universitätsspital Zürich. 1956 schuf Bännninger das Wandrelief Lebhafte Familie für das Einkaufszentrum am Marktplatz in Oerlikon. Für die Schweizerische Landesausstellung 1939 schuf er die monumentale Gipsskulptur Knabe mit Pferd.

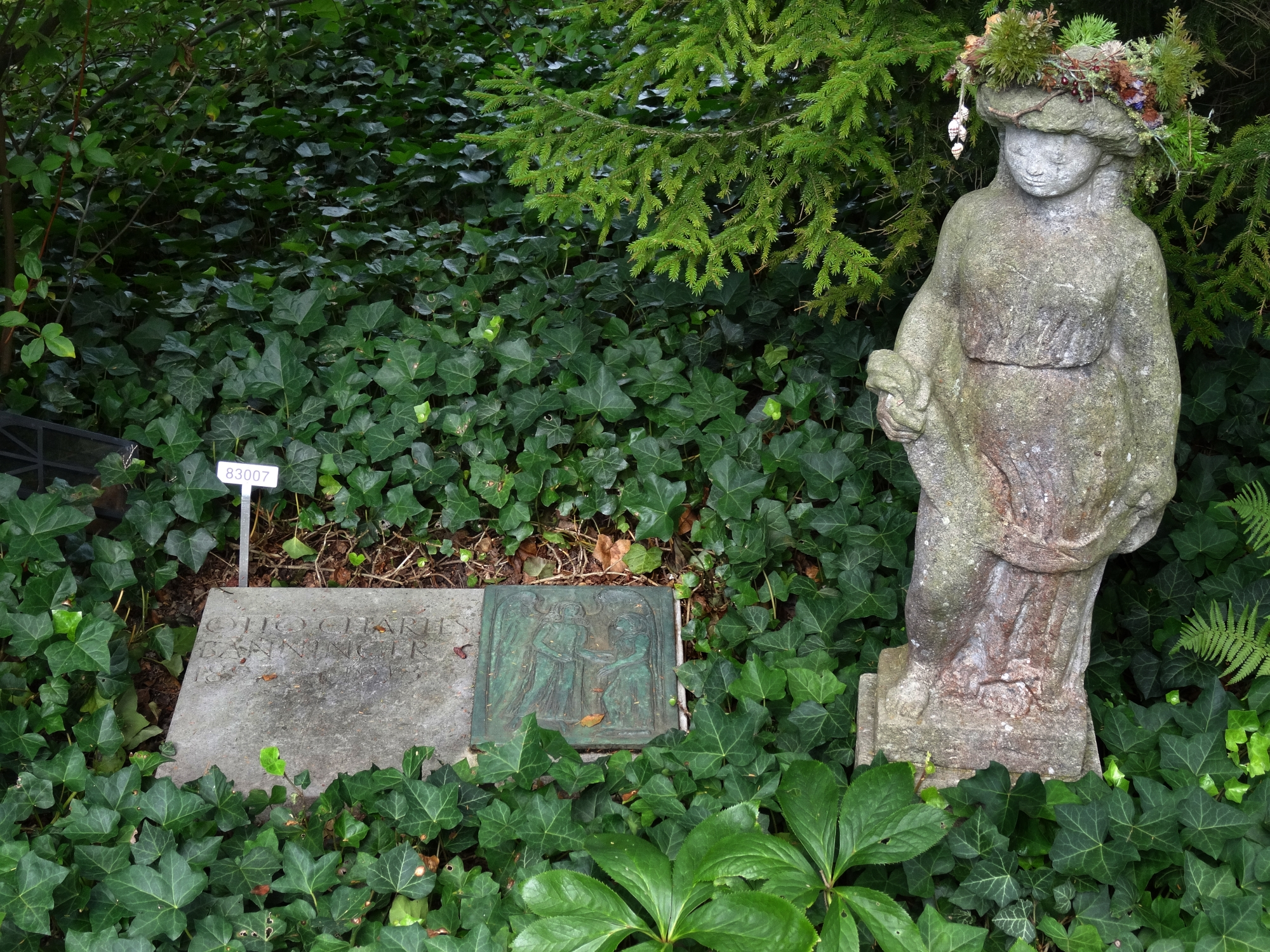
Grab, Friedhof Enzenbühl in Zürich

Von 1929 bis 1951 war Bänninger mit der französischen Bildhauerin Germaine Richier verheiratet, die er in Paris im Atelier Bourdelles als Mitschülerin kennengelernt hatte. 1953 heiratete er Johanna Stern.
Er fand auf dem Friedhof Enzenbühl seine letzte Ruhestätte. Sein schriftlicher Nachlass befindet sich im Kunstarchiv des Schweizerischen Instituts für Kunstwissenschaft in Zürich.

## Skulpturen

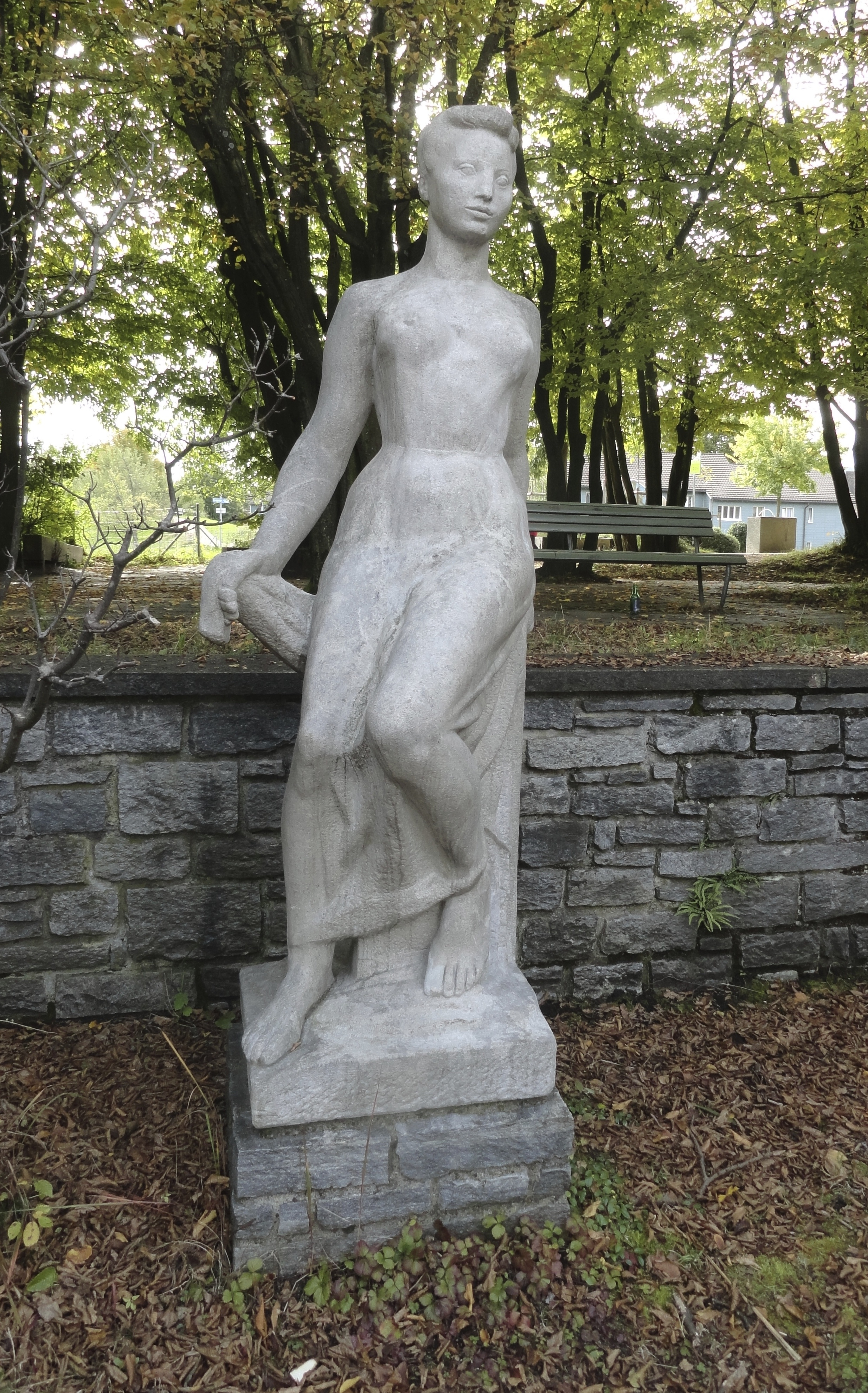
Sitzende, in der Parkanlage Egg bei der Neuen Kirche Wollishofen, 1942
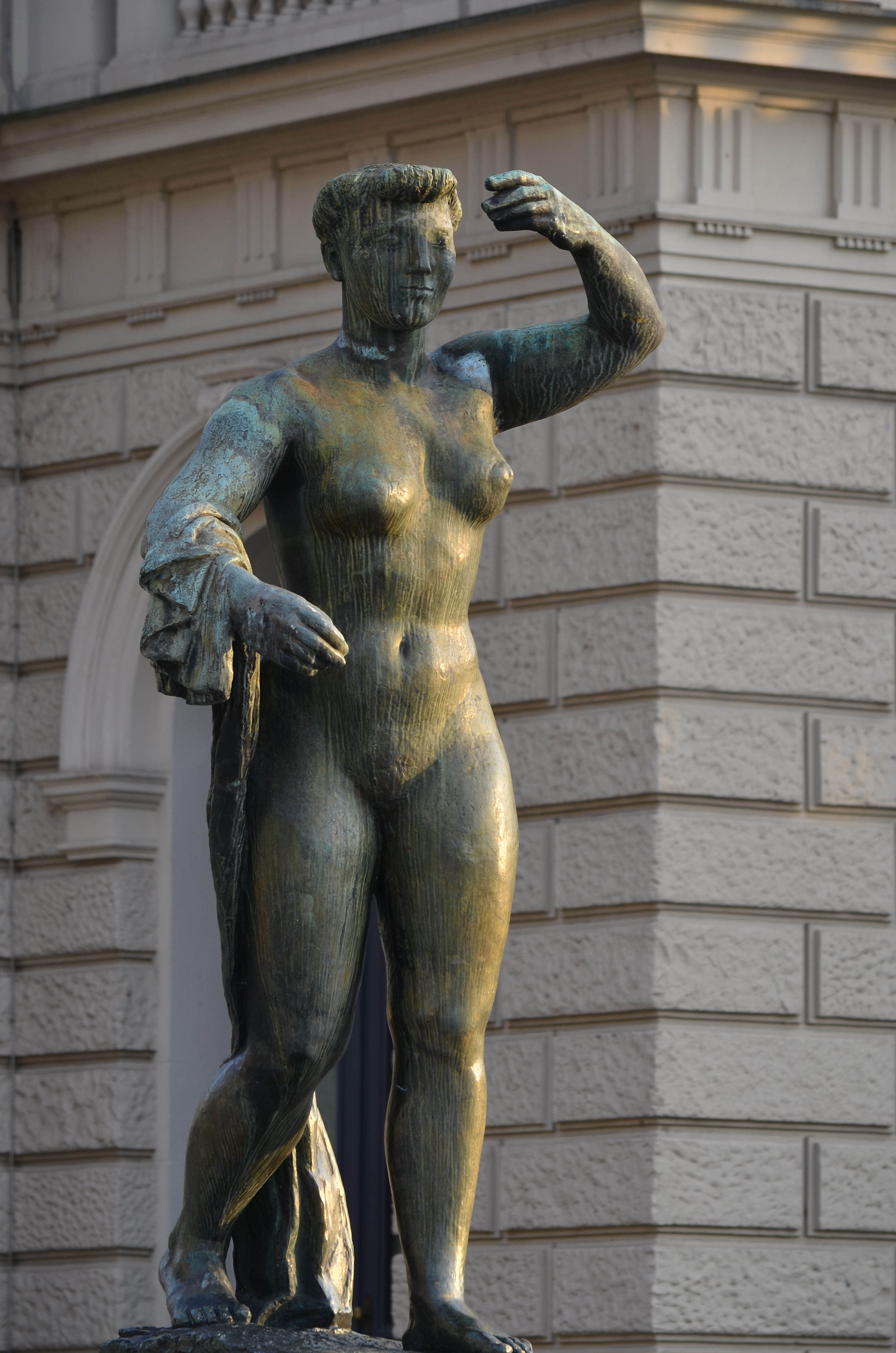
Die Schreitende, seit 2023 wieder an ihrem ursprünglichen Standort vor dem Opernhaus Zürich, 1942–1946
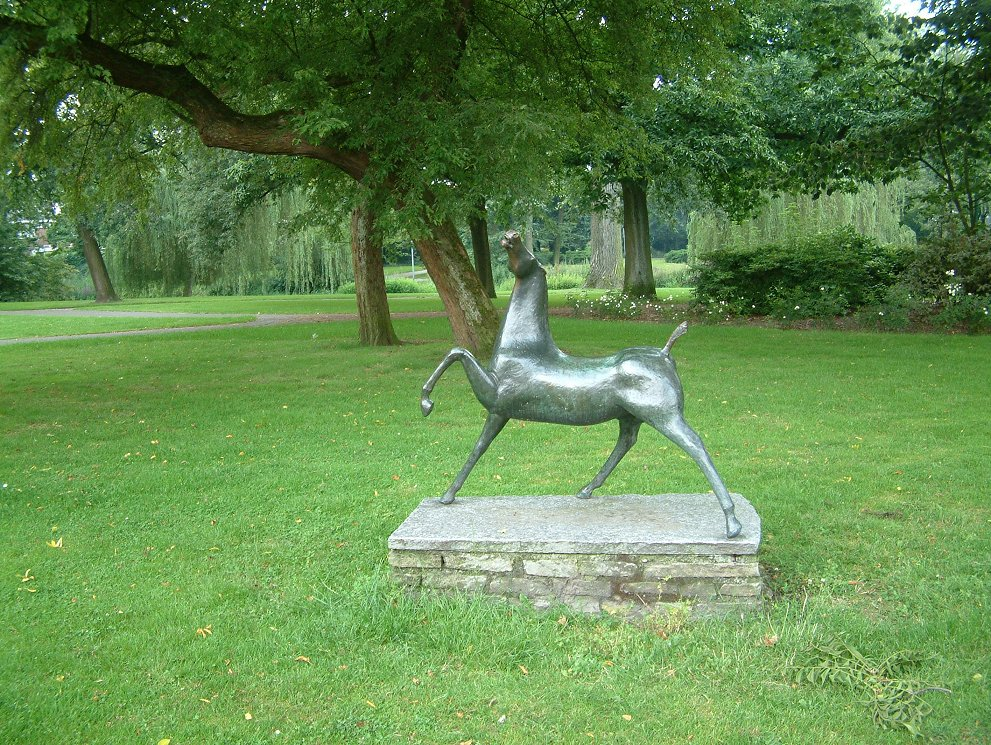
Das Pferd, Muraltengut, Zürich, 1954
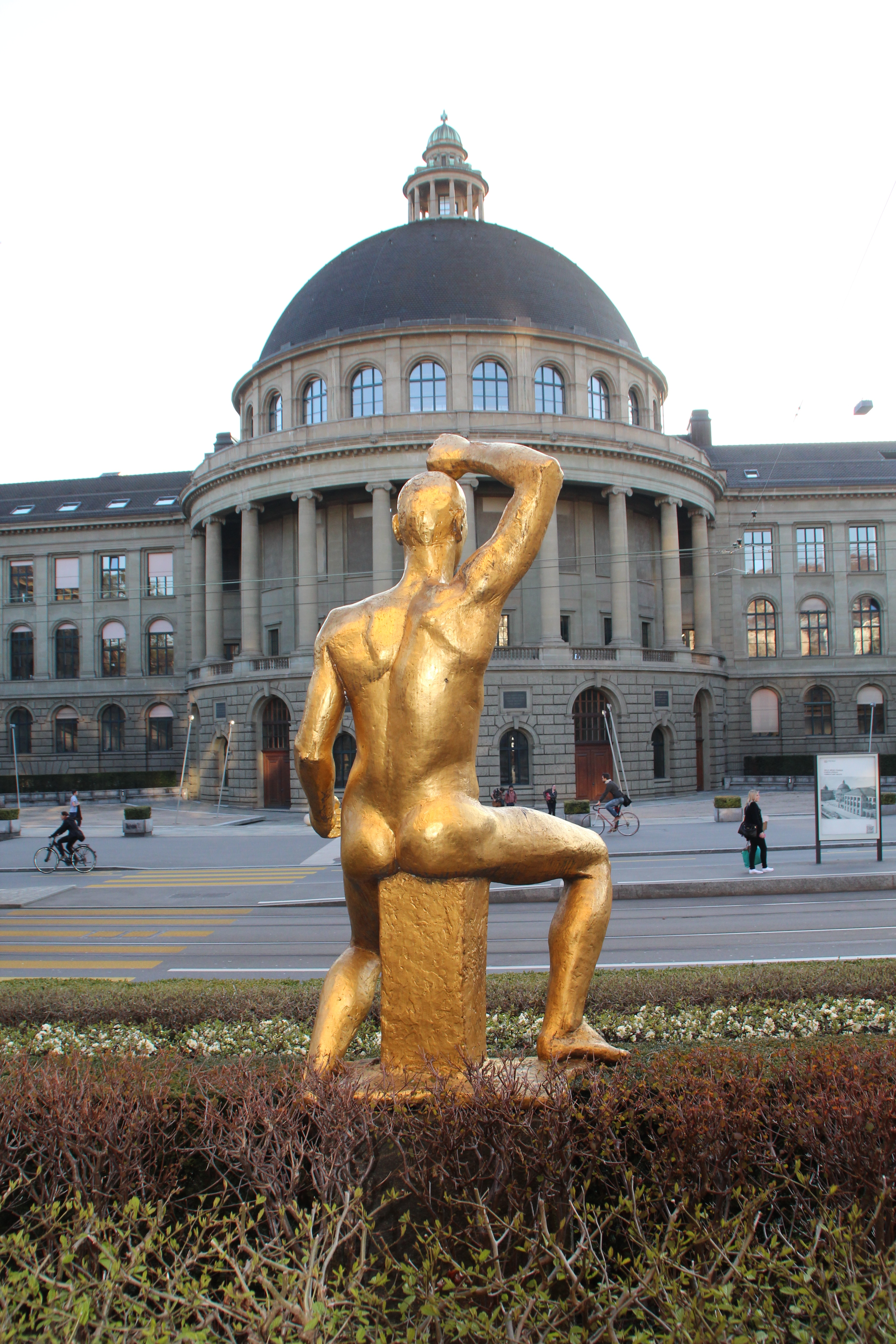
Der Genesende, Universitätsspital Zürich
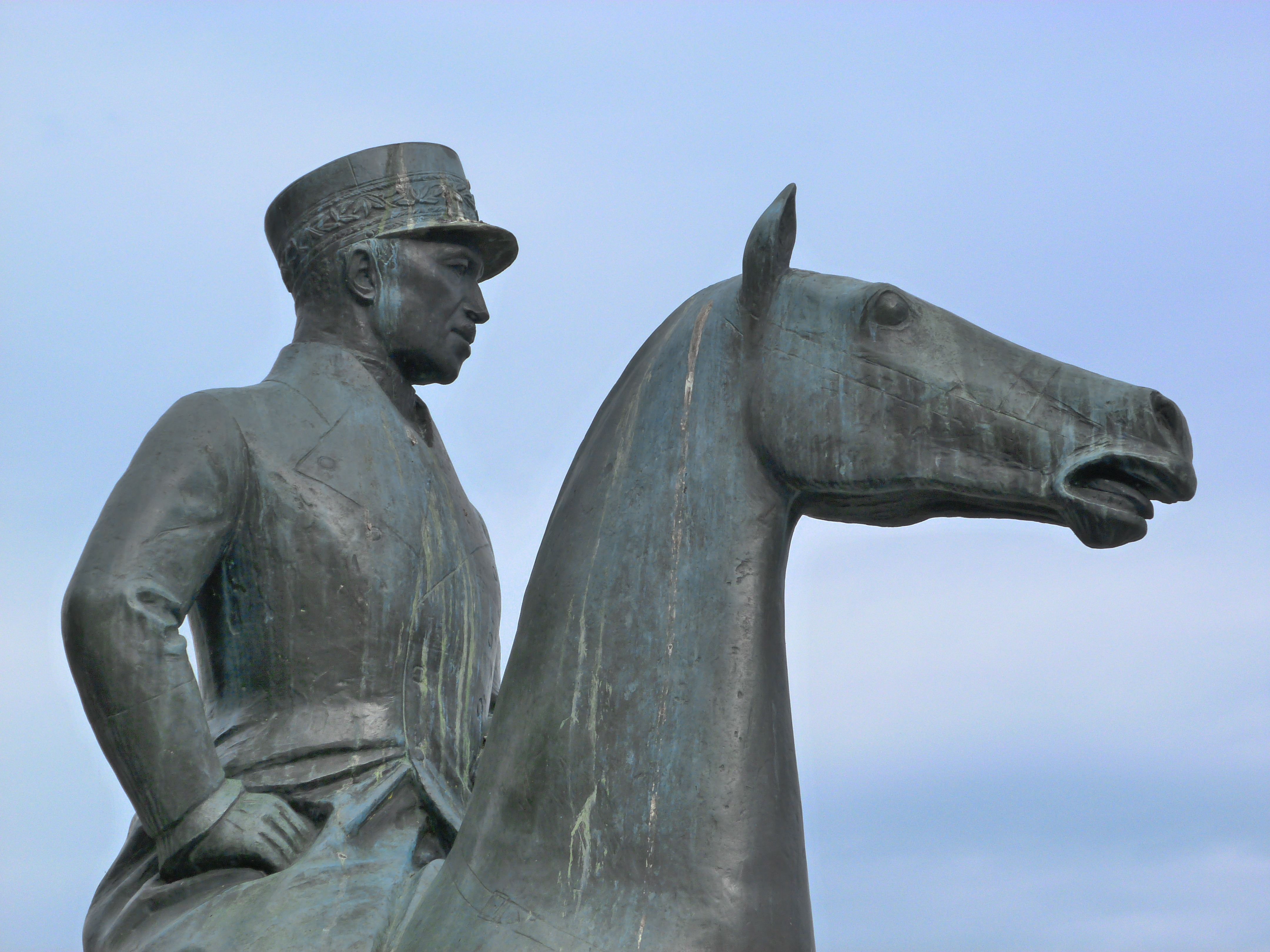
Henri Guisan, Lausanne-Ouchy
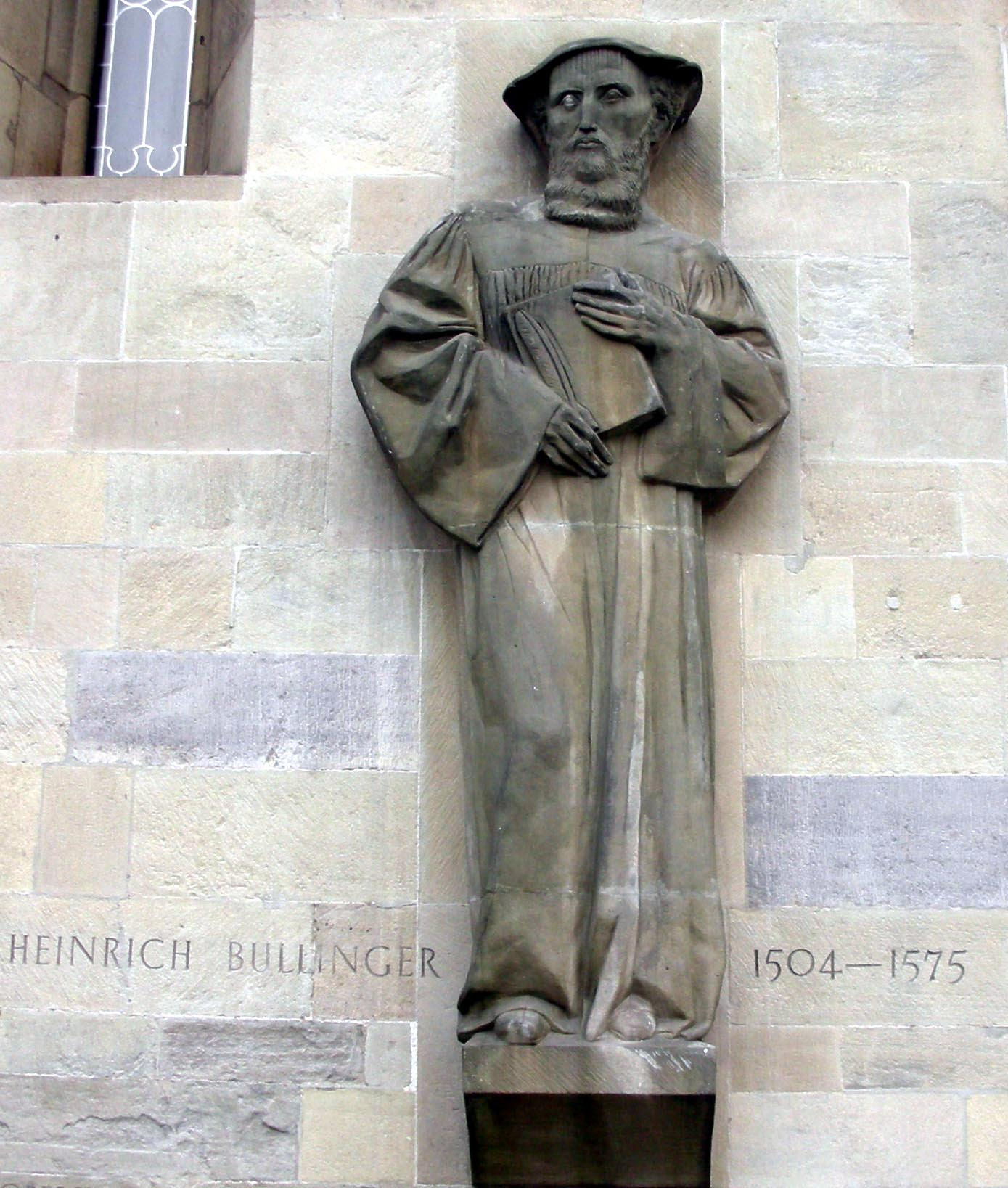
Heinrich Bullinger am Grossmünster Zürich
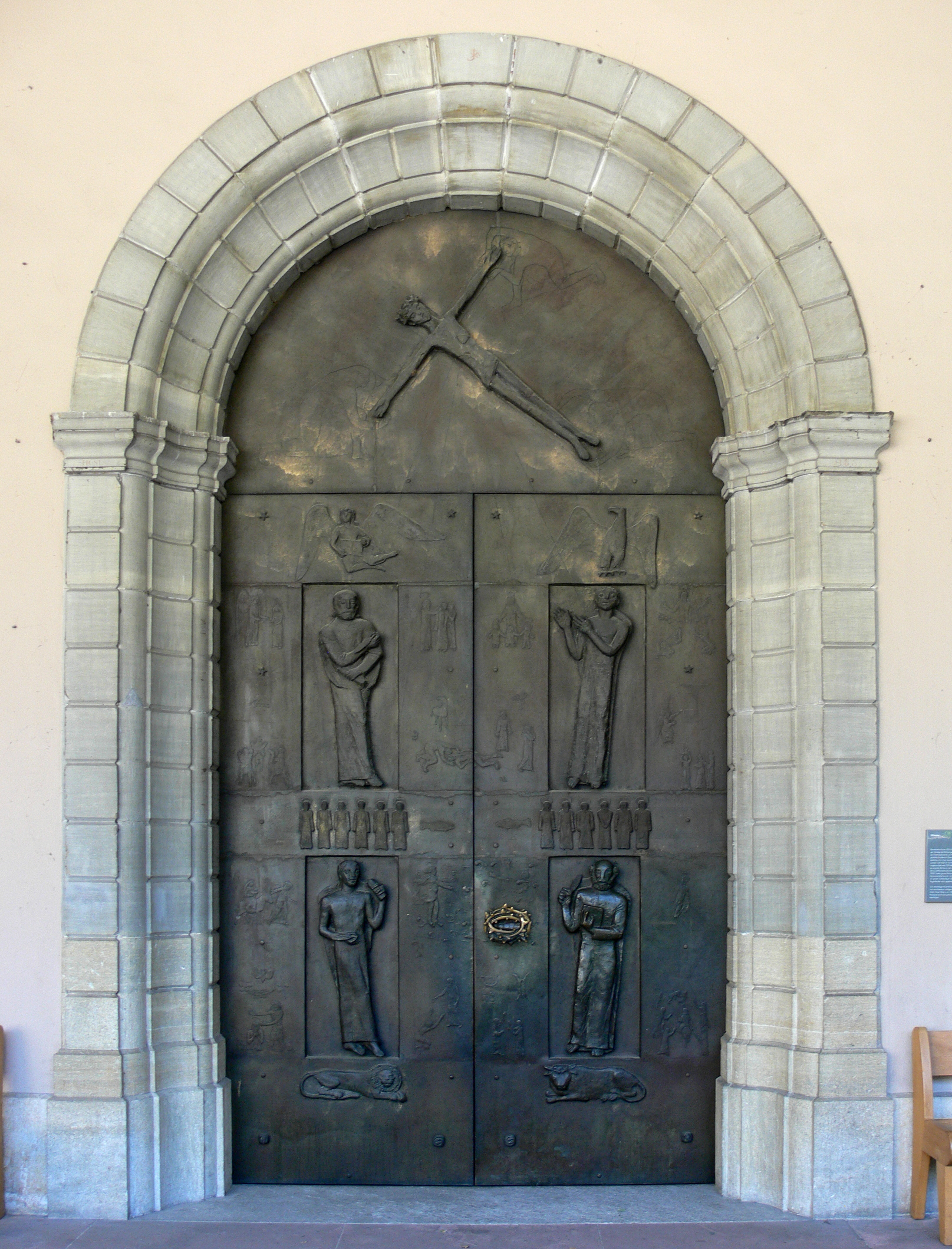
Portal Münster Schaffhausen
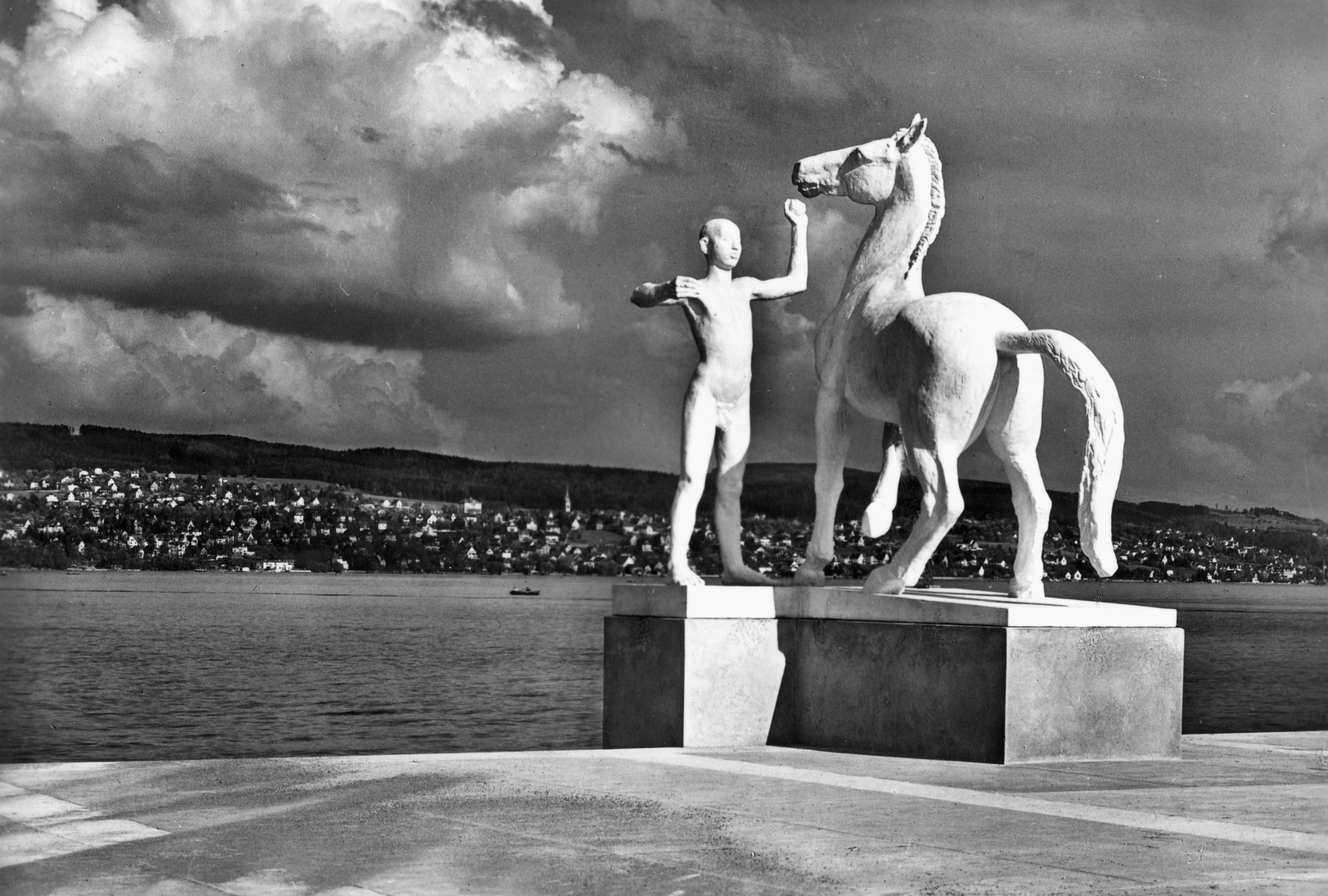
Knabe mit Pferd, Schweizerische Landesausstellung 1939
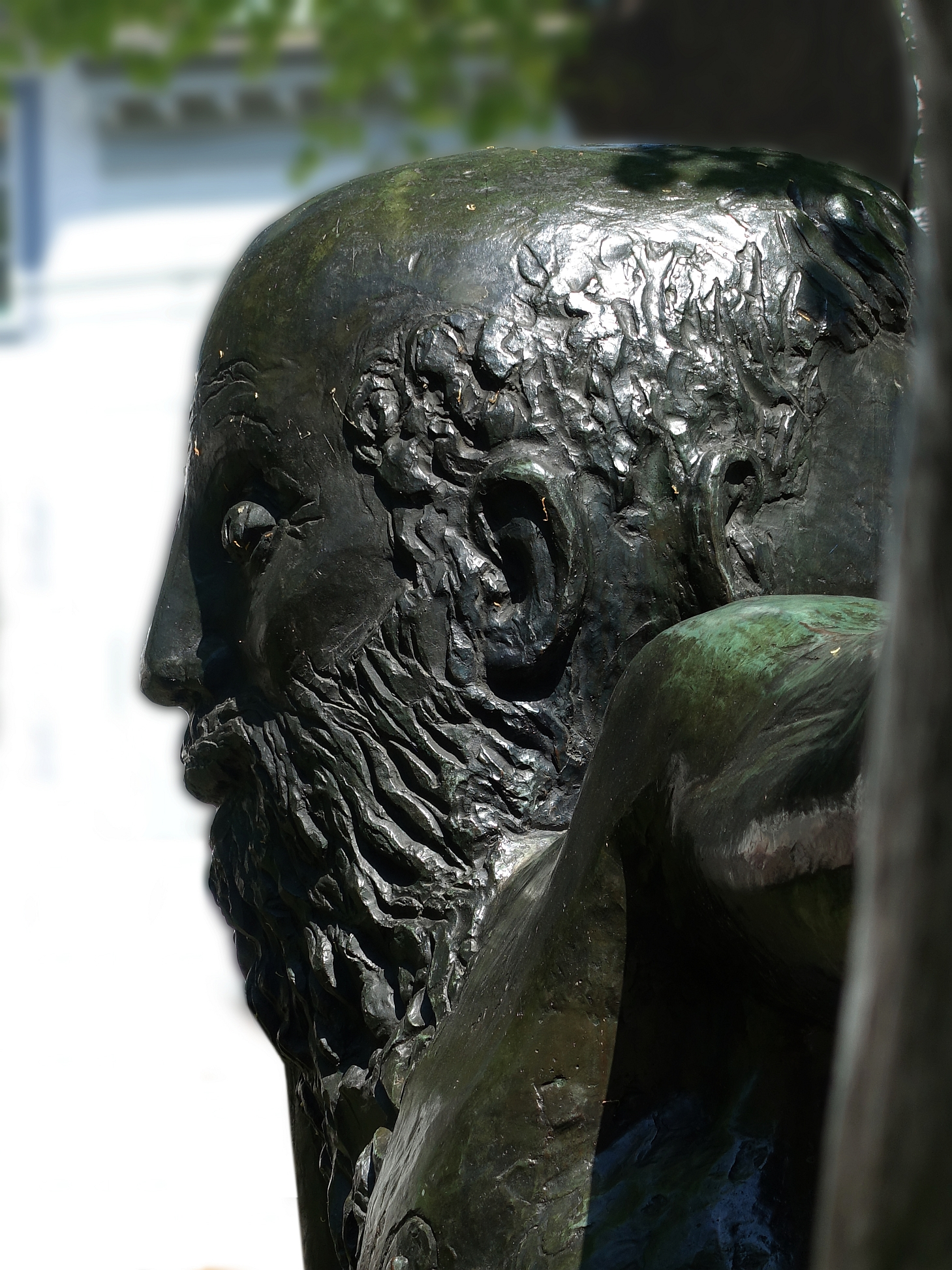
Janus, Totentanz-Platz, Basel

## Auszeichnungen und Ehrungen
- 1942: Sieger des Wettbewerbs für Freiplastiken mit Die Schreitende.[10]
- 1942: Preis für Skulptur an der Biennale von Venedig.[11]
- 1956: Kunstpreis der Stadt Zürich.

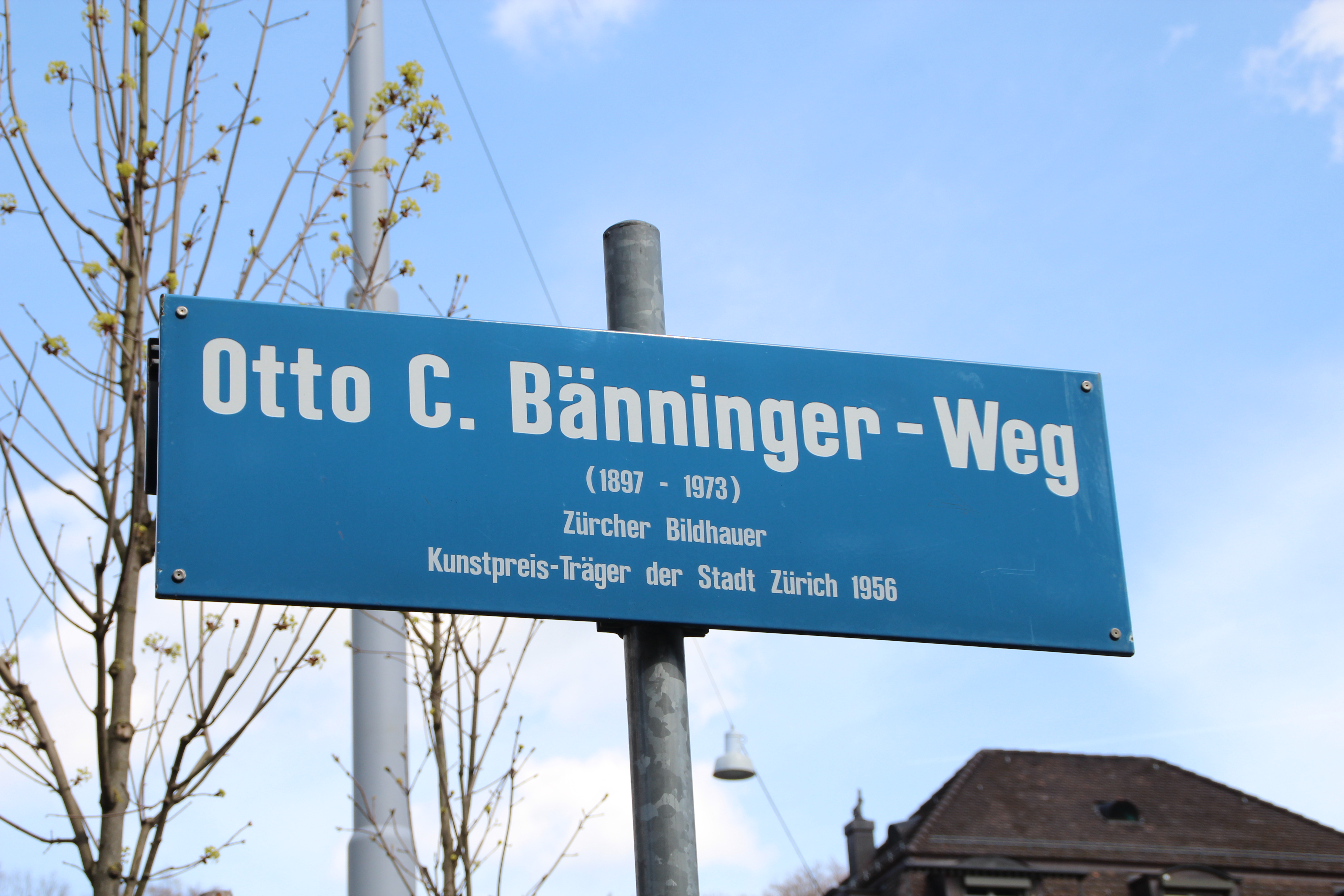
Strassenschild

Nach Bänninger ist im Zürcher Quartier Hirslanden der «Otto C. Bänninger-Weg» benannt, wo der Künstler sein Atelier hatte.

## Abbildungen
- Zürich-Altstadt, Sechseläutenwiese, "Die Schreitende" von Otto Charles Bänninger, Aufnahme von Heinz Baumann, Zürich, ca. 1995. (ETH Bildarchiv)